# Tintoretto (cocktail)
El Tintoretto es un cóctel, que es parte de la categoría de los sparkling, variante del cóctel Bellini. El nombre rinde homenaje al pintor veneciano Tintoretto.
El cóctel se prepara con el jugo de granada y prosecco en una copa flauta
El cóctel está compuesto de 1/3 de jugo de granada y 2/3 de prosecco frío, el periodo ideal para disfrutarlo son los meses de septiembre y octubre, cuando precisamente maduran los frutos. 
- Rossini (cóctel)
- Bellini (cóctel)
- Tiziano (cóctel)
- Mimosa (cóctel)
- Portal:Alcolici. Contenido relacionado con Alcolici.

- Datos: Q3991635